# Cleyera
Genre
Cleyera est un genre de plantes à fleurs de la famille des pentaphylacacées.

## Historique
Au XVIIIe siècle, Michel Adanson attribue le nom de  Cleyera à un genre de plantes d'une famille dite alors des Scrophularinées et que Linné avait déjà nommé Polypremum.
C'est ensuite sous le nom de Cléyère que Carl Peter Thunberg décrit un genre d'arbustes de la famille dite alors de la Polyandrie Monogynie, mais que l'on a ensuite classé, à la fin du XIXe siècle, dans celle des ternstrémiacées. Au début du XIXe, on appelait Cleyera Japonica l'unique espèce connue de ce genre encore incertain qui croissait près de Nagasaki au Japon; mais plusieurs espèces sont identifiées à la fin de ce siècle.

## Liste d'espèces
- Cleyera gymnanthera
- Cleyera japonica (Sakaki)
- Cleyera millettii